# Brean Down

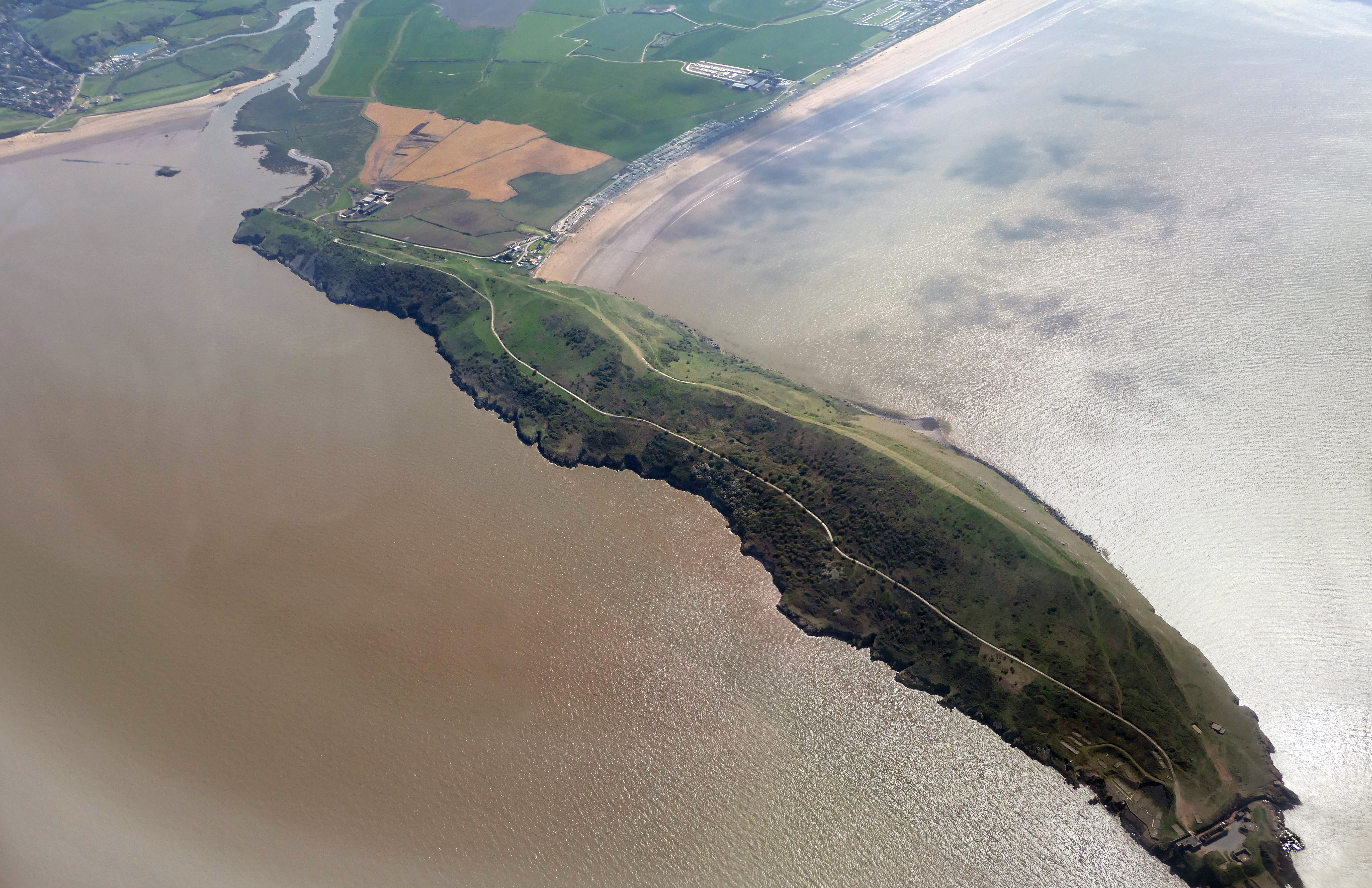
Veduta aerea del promontorio di Brean Down

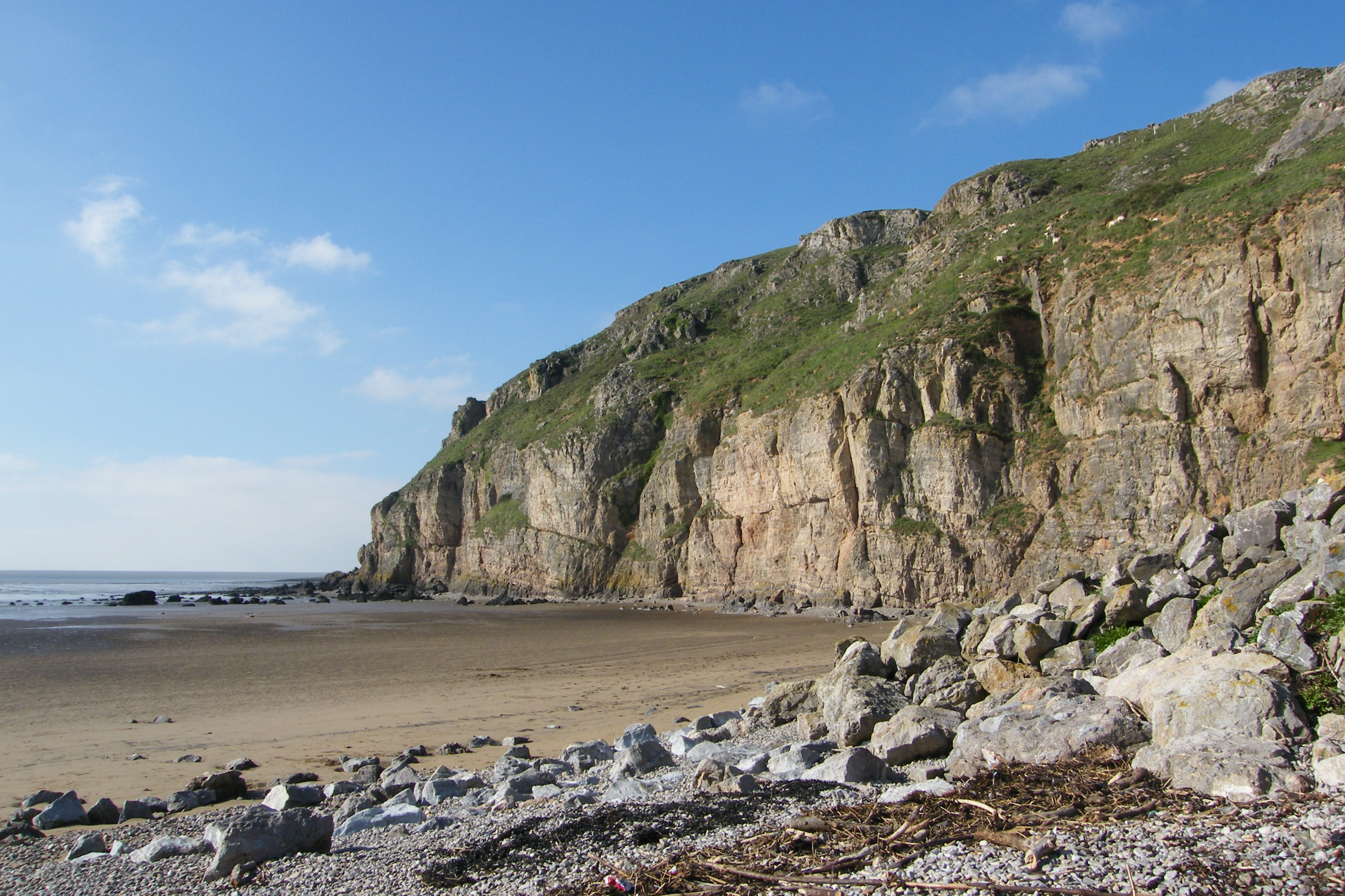
La spiaggia ai piedi del promontorio

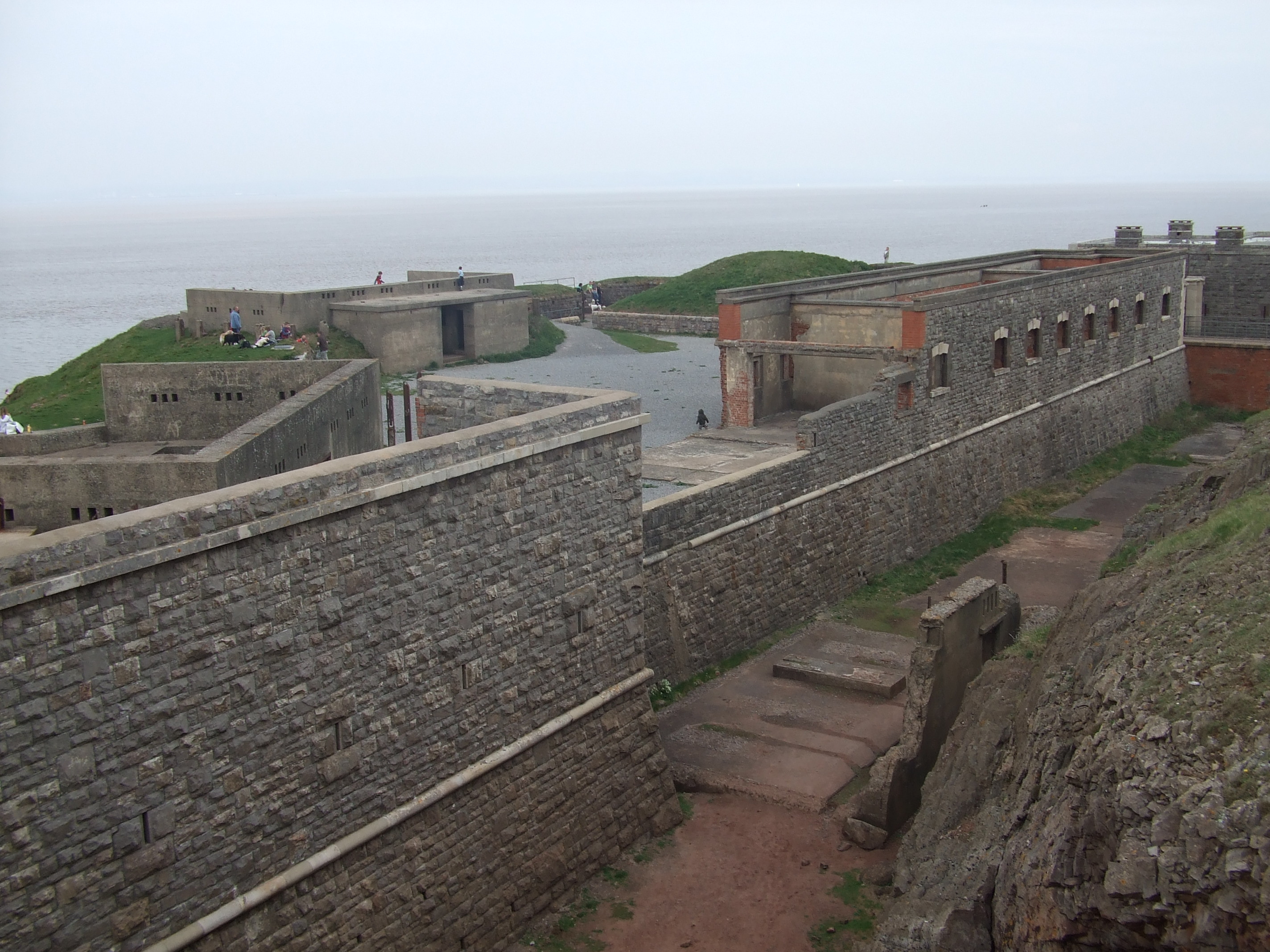
Il forte di Brean Down

Brean Down è un promontorio dell'Inghilterra sud-occidentale affacciato sula baia di Bridgwater (Bridgwater Bay; tratto del canale di Bristol) e compreso nel territorio della parrocchia civile di Brean, nella contea del Somerset. 
Il sito è classificato come sito di specifico interesse scientifico ed è gestito dal National Trust.

## Geografia fisica
Il promontorio di Brean Down si erge poco a nord del centro abitato di Brean, località balneare situata a nord di Burnham-on-Sea.
Il promontorio si erge fino a un'altitudine massima di 97 m s.l.m.

## Geologia
Il promontorio si è formato nel corso del periodo Carbonifero, circa 300.000 anni fa e ha assunto la sua forma attuale circa 250.000 anni fa.

## Storia
I primi insediamenti in loco risalgono almeno all'Età del Ferro, come dimostrato dai resti di un forte di quel periodo. Sono stati inoltre rinvenuti vari suppellettili risalenti all'Età del Bronzo.
Il luogo fu poi di importanza strategica anche in epoca romana, come dimostrano da monete risalenti al primo periodo dell'impero di Augusto (27 a.C. - 14 d.C.). Gli stessi Romani eressero poi intorno al 340 d.C. un tempio in loco  (rinvenuto nel 1965), in uso fino al 370 d.C.
Tra il 1864 e il 1871, venne eretto in loco uno dei quattro forti voluti dal ministro Palmerston a protezione della costa che si affaccia sul canale di Bristol, in particolar modo delle città portuali di Bristol e Cardiff. Sempre in quel periodo, partì un progetto affinché il Brean Down venisse raggiunto dalla  Bristol and Exeter Railway.

## Flora e fauna

### Flora
Lungo il promontorio di Brean Down crescono piante rare quali l'helianthemum apenninum, che fiorisce all'inizio dell'estate, e la carex humilis, che cresce in primavera. Altre piante che crescono in loco sono, l'erba di San Giovanni (hypericum perforatum, il lotus corniculatus, la primula veris, la sanguisorba minor, il thymus serpyllum, ecc.

### Fauna
Lungo il promontorio vivono alcune farfalle e varie specie di uccelli quali l'allodola (alauda arvensis), il coloeus, il fanello (linaria cannabina); la pispola (anthus pratensis, la saxicola rubicol, ecc. Inoltre a partire dal 1947 ha iniziato a nidificare in loco il falco pellegrino.
Sul promontorio vivono inoltre mammiferi quali conigli (presenti in loco sin dal XIV secolo), arvicole, topi di campagna, toporagni e ricci.
In origine, durante la tarda era glaciale, vivevano invece sul promontorio bisonti, cervi giganti, mammuth, renne e volpi artiche.

## Monumenti
- Forte di Brean Down (v. sezione "Storia")

## Turismo
La punta del promontorio, dove è situato il forte di Brean Down, è raggiungibile tramite un sentiero di circa 1,5 km  percorribile a piedi in circa 90 minuti.

## Nella cultura di massa
Il promontorio di Brean Down è stato ritratto in un dipinto del 1967 realizzato da Peter Coate.